# Katolička Crkva u Maroku
Katolička Crkva u Maroku je dio svjetske Katoličke Crkve, pod duhovnim vodstvom pape i rimske kurije.
U Maroku živi oko 24 000 katolika. Većinom su to Europljani, uglavnom Francuzi i Španjolci koji su doselili u Maroko tijekom kolonizacije a ostali su poslije neovisnosti. Drugu grupu čine imigranti iz Subsaharske Afrike, uglavnom studenti. Pored arapskog, Europljani govore španjolski i francuski jezik, kojim se služe katolički Arapi, Berberi i Mauri, a ovi jezici se koriste tijekom proslave Mise, u molitvama, i u obrazovanju. 
Postoji i nekoliko slučajeva konvertiranja s islama, koji je većinska religja, ali i kada se to desi uglavnom te osobe prakticiraju njihovu vjeru tajno. Prijelaz s islama na katoličanstvo je tijekom kolonizacije bio češći jer još nisu postojali zakoni koji su to branili. Maroko je podijeljen na dvije dijeceze: rabatsku i tangersku dijecezu.

## Vanjske poveznice
- Rimokatolička Crkva u Maroku  Arhivirana inačica izvorne stranice od 16. studenoga 2017. (Wayback Machine)
- Rabatska dijeceza  Arhivirana inačica izvorne stranice od 16. studenoga 2017. (Wayback Machine)
- Statistike Katoličke Crkve u Maroku